# Friedhelm Schuricht
Friedhelm Schuricht (* 29. Januar 1931 in Zeulenroda, Thüringen; † 14. Januar 2018) war ein deutscher Politiker (SPD). Er war von 1986 bis 1994 Mitglied des Niedersächsischen Landtages.
Schuricht zog 1941 nach Braunschweig und besuchte im Stadtteil Lehndorf die Volksschule. Ab 1945 absolvierte er eine Bäckerlehre. Von 1956 an wurde er zum Dreher umgeschult; ab 1958 war er im Volkswagenwerk Braunschweig beschäftigt. Dort war er von 1960 bis zu seiner Wahl in den Landtag 1986 Mitglied und Geschäftsführer des Betriebsrates. Bis 1990 war er noch Mitglied der Ortsverwaltung und der Bezirkskommission der IG Metall, außerdem betätigte er sich bis 1986 als ehrenamtlicher Richter beim Landesarbeitsgericht. 
Im Jahr 1960 trat Friedhelm Schuricht auch der SPD bei. Er gehörte vom 21. Juni 1986 bis zum 20. Juni 1994 (11. und 12. Wahlperiode) dem Niedersächsischen Landtag an. Dort betätigte er sich vor allem im Ausschuss für Städtebau- und Wohnungswesen und im Ausschuss für Sozial- und Gesundheitswesen. Ab dem 12. Mai 1993 war er zudem Schriftführer des Niedersächsischen Landtages.
Sein Grab befindet sich auf dem Hauptfriedhof Braunschweig.